# الأئمة الاثنا عشر
الأئمة الاثنا عشر الأئمة المعصومون عند الشيعة الإثني عشرية هم الأئمة الاثنا عشر من نسل الإمام الأول علي بن أبي طالب وفاطمة الزهراء بنت النبي محمد الذين عينهم الرسول محمد في حديث الاثني عشر خليفة حسب اعتقاد الشيعة الإثني عشرية وقد توارثوا العلم والحكمة عن النبي محمد وعلي بن أبي طالب، وهم حسب اعتقاد الشيعة الإثني عشرية أئمة معصومون في التبليغ كعصمة الأنبياء، وكلامهم تشريعي يعتبر بمثابة الحديث النبوي في تفسير الآيات القرآنية والأحاديث النبوية. وبذلك يشمل كتب الحديث عند الشيعة: حديث النبي الذي يكون منقولا على ألسنة الأئمة أو الصحابة العدول أو أحاديث الأئمة أنفسهم، وتذكر المصادر الشيعية أن مصدر التلقي عند هؤلاء الأئمة هو النقل عن النبي، فينقل كل إمام علمه إلى خليفته من بعده.

## الأئمة الاثنا عشر لدىالشيعةالاثني عشرية
|                  | سنة الولادة ومكان الولادة             | سنة الوفاة ومكان الدفن                                                                                | عمر الإمام             | مدة الإمامة                                    | عمر الإمام عند تسلم الإمامة                                                   | المعارك العسكرية                                                       |
| ---------------- | ------------------------------------- | --- | ---------------------- | ---------------------------------------------- | ----------------------------------------------------------------------------- | ---------------------------------------------------------------------- |
| علي بن أبي طالب  | 23 سنة قبل الهجرة النبوية مكة المكرمة | 40 هـ استشهد بالكوفة ودفن بالنجف                                                                      | 63                     | 29                                             | 33                                                                            | كل غزوات النبي محمد إلَّا تبوك، بالإضافة إلى معارك الجمل والنهروان وصفين |
| الحسن بن علي     | 3 هـ المدينة المنورة                  | 50 هـ المدينة المنورة                                                                                 | 46                     | 9 سنوات و 6 اشهر                               | 37                                                                            | الجمل والنهروان وصفين                                                  |
| الحسين بن علي    | 4 هـ المدينة المنورة                  | 61 هـ كربلاء                                                                                          | 57 سنة                 | 10 سنوات و11 شهراً                              | 45                                                                            | الجمل والنهروان وصفين وكربلاء                                          |
| علي زين العابدين | 38 هـ المدينة المنورة                 | 95 هـ المدينة المنورة                                                                                 | 57 سنة                 | 34                                             | 22 سنة و5 أشهر                                                                | لم يشارك في أي معركة عسكرية                                            |
| محمد الباقر      | 57 هـ المدينة المنورة                 | 114 هـ المدينة المنورة                                                                                | 57 سنة                 | 19 سنة                                         | 38 سنة                                                                        | لم يشارك في أي معركة عسكرية                                            |
| جعفر الصادق      | 83 هـ المدينة المنورة                 | 148 هـ المدينة المنورة                                                                                | 65 سنة                 | 33 سنة و10 أشهر                                | 31 سنة                                                                        | لم يشارك في أي معركة عسكرية                                            |
| موسى الكاظم      | 128 هـ الأبواء                        | 183 هـ الكاظمية                                                                                       | 55 سنة                 | 34 سنة و9 أشهر                                 | 20 سنة                                                                        | لم يشارك في أي معركة عسكرية                                            |
| علي الرضا        | 148 هـ المدينة                        | خرسان 203 هـ                                                                                          | 54 سنة و3 أشهر         | 19 سنة و7 أشهر                                 | 34 سنة و8 أشهر                                                                | لم يشارك في أي معركة عسكرية                                            |
| محمد الجواد      | 195 هـ المدينة المنورة                | 220 هـ الكاظمية                                                                                       | 25 سنة                 | 17 سنة                                         | 7 سنوات و7 أشهر                                                               | لم يشارك في أي معركة عسكرية                                            |
| علي الهادي       | 212 هـ المدينة المنورة                | 254 هـ سامراء                                                                                         | 42 سنة                 | 33 سنة و7 أشهر                                 | 8 سنوات                                                                       | لم يشارك في أي معركة عسكرية                                            |
| الحسن العسكري    | 232 هـ أو 232 هـ المدينة أو سامراء    | 260 هـ سامراء                                                                                         | 27 سنة و11 شهراً        | 5 سنوات و8 أشهر                                | 22 سنة                                                                        | لم يشارك في أي معركة عسكرية                                            |
| محمد المهدي      | ولد عام 255 هـ سامراء                 | غاب غيبة صغرى عام 260 هـ لمدة 75 سنة وكان يتصل بشيعته من خلال أربعة سفراء ثم غاب غيبة كبرى عام 329 هـ | حتى الآن عمره 1189 سنة | حتى الآن <ref=1445 هـ - 260 هـ = 1182 هـ</ref> | تسلم الإمامة وعمره 4 سنوات ونصف(غير مؤكد، مصادر شيعية فقط ولا سند تاريخي لها) | يعتقد الشيعة الاثناعشرية أنه سيشارك في معارك عسكرية في آخر الزمان      |